# هيغير
هيغير (𒀭𒃶𒄈) أو Ḫegirnunna  (𒀭𒃶𒄈𒉣𒈾) كانت إلهة بلاد ما بين النهرين تنتمي إلى آلهة لكش. كانت تعتبر ابنة باو و نينجيرسو.

## اسم
إن قراءة العلامة المسمارية الأولى في الاسم د ḪÉ -gír(-nun-na) ليست مؤكدة. ومن بين المؤلفين الذين يستخدمون صيغة Ḫegir(nunna) ويلفريد ج. لامبرتوأندرو ر. جورج. تحذف توشيكو كوباياشي الاختصار الموجود أسفل الحرف الساكن الأول، وتترجم الاسم إلى Hegir.أقترح الرومنة Gangir أيضًا، وتم اعتمادها على سبيل المثال من قبل مارك كوهين.يشير كوباياشي إلى Ḫegirnunna باعتباره الشكل الكامل للاسم، لكن Gebhard J. Selz [الإنجليزية] يلاحظ أن الاختلاف بين المتغيرات يبدو زمنيًا، حيث يكون الشكل الأقصر أقدم.
من المفترض أن gír في الشكل القصير و gír-nun في الشكل الطويل يشيران إلى طريق موكب يقع في جيرسو، وأن ḪÉ قد يمثل رسمًا بيانيًا لكلمة gemé، مما يجعل من الممكن ترجمة الاسم من السومرية على أنه "خادمة الطريق(السامي)".

## الارتباطات مع الآلهة الأخرى
يشير نقش من عهد أوروكاجينا إلى هيغير باعتبارها" الحبيبة المحبوبة لنينجيرسو"، بينما في نقش آخر من عهد كوديا، يُشار إليها مباشرة باعتبارها ابنة هذا الإله وباو.يمكن العثور على الأخير في Gudea Cylinder B.يشير مصطلح لوكور إلى فئة من الكاهنات، ووجود مجموعة من تسع نساء يحملن هذا اللقب وشاركن في عبادة نينجيرسو موثقة في نصوص الأسرات المبكرة من جيرسو.وقد اقترح أن اللوكور كانوا يُفهمون على أنهم الزوجات الأصغر سناً للإله. 
إلى جانب شولشاغا وإيجاليم، اللذين كانا يُعتبران أيضًا أبناء باو ونينجيرسو، بالإضافة إلى الخدم الإلهيين مثل لاماشاغا، كان هجير ينتمي إلى أسرة هذين الإلهين. في زمن كوديا، كانت تنتمي إلى مجموعة يشار إليها باسم "كاهنات لوكور السبع لنينجيرسو" أو "التوائم السبعة لباو".

## يعبد
وثق Ḫgir لأول مرة في وثائق الأسرة المبكرة من ولاية لكش. قامت أوروكاجينا ببناء معبد مخصص لها، على الأرجح في جيرسو، على الرغم من أن أسمه الاحتفالي غير محفوظ في أي مصادر معروفة. وفقًا لمارك كوهين، خلال "مهرجان الفناء"( ezem-kisal-la )في باو، تلقت Ḫgir عروضًا إلى جانب Ningirsu وBau وShulsagana وIgalim و Ninšar و Ninshubur و Ninazu و" جني Etarsirsir ".كما تظهر أيضًا في قوائم عروض مختلفة إلى جانب مجموعة مماثلة من الآلهة. نظرًا لأنها تلقت عروضًا أقل من إيجاليم وشولساجا بشكل عام، مع نفس كمية الطعام المقدمة تقريبًا لجميع الثلاثة ولكن لم يتم توثيق أي حيوانات تضحية مخصصة لهيغير في النصوص المعروفة، فمن المفترض أنها كانت إلهة ذات أهمية أقل منهم.

### فهرس
- Cohen، Mark E. (1993). The cultic calendars of the ancient Near East. Bethesda, Md.: CDL Press. ISBN:1-883053-00-5. OCLC:27431674.
- George، Andrew R. (1993). House most high: the temples of ancient Mesopotamia. Winona Lake: Eisenbrauns. ISBN:0-931464-80-3. OCLC:27813103.
- Kobayashi، Toshiko (1992). "On Ninazu, as Seen in the Economic Texts of the Early Dynastic Lagaš". Orient. The Society for Near Eastern Studies in Japan. ج. 28: 75–105. DOI:10.5356/orient1960.28.75. ISSN:1884-1392.
- Lambert، Wilfred G. (1972)، "Ḫegir/Ḫegirnunna"،  {{استشهاد}}: الوسيط |title= غير موجود أو فارغ (مساعدة) والوسيط |تاريخ الوصول بحاجة لـ |مسار= (مساعدة)
- Selz, Gebhard (1995). Untersuchungen zur Götterwelt des altsumerischen Stadtstaates von Lagaš (بالألمانية). Philadelphia: University of Pennsylvania Museum. ISBN:978-0-924171-00-0. OCLC:33334960.
- Sharlach، Tonia (2008). "Priestesses, Concubines and the Daughters of Men: Disentangling the Meaning of the Term Lukur in Ur III Times". في Michalowski، Piotr (المحرر). On the Third Dynasty of Ur: studies in honor of Marcel Sigrist. Boston: The American Schools of Oriental Research. ISBN:978-0-89757-034-3. OCLC:861793053.